# Meyer Kayserling
Meyer Kayserling (né à Gleidingen le 17 juin 1829 et décédé à Budapest, le 21 avril 1905) est un rabbin et un historien allemand.

## Biographie
Il fit ses études à Halberstadt, à Nikolsbourg (margraviat de Moravie), à Prague, à Wurzbourg et à Berlin. Il se consacra à l'histoire et la philosophie. Encouragé dans les recherches historiques par Leopold von Ranke, Kayserling se consacra à l'histoire et la littérature des Juifs de la péninsule Ibérique.
En 1861, le gouvernement d'Argovie le nomma rabbin des Juifs suisses, poste qu'il occupa jusqu'en 1870. Pendant son séjour en Suisse, il plaida en faveur de l'égalité civile pour ses coreligionnaires, réfutant à cette époque et par la suite les accusations portées contre eux.
En 1870, il accepta un appel comme prédicateur et rabbin pour la communauté juive de Budapest. Kayserling était membre de la Real Academia de Madrid, de la Trinity Historical Society et d'autres.

## Œuvres
Il est l'auteur des ouvrages suivants :
- Moses Mendelssohn's Philosophische und Religiöse Grundsätze mit Hinblick auf Lessing, Leipzig, 1856.
- Sephardim. Romanische Poesien der Juden in Spanien. Ein Beitrag zur Literatur und Gesch. der Spanisch-Portugiesischen Juden, Leipzig, 1859; traduction en hébreu dans in "Ha-Asif," IV., V.
- Ein Feiertag in Madrid. Zur Gesch. der Spanisch-Portugiesischen Juden, Berlin, 1859.
- Gesch. der Juden in Navarra, den Baskenländern und auf den Balearen, oder Gesch. der Juden in Spanien, I., Berlin, 1861.
- Menasse ben Israel. Sein Leben und Wirken. Zugleich ein Beitrag zur Gesch. der Juden in England, Berlin, 1861; traduction en hébreu par F. de Sola Mendes, Londres, 1877.
- Moses Mendelssohn. Sein Leben und Seine Werke, Leipzig, 1862 ; une deuxième édition de cet ouvrage, augmentée et révisée porte le titre Moses Mendelssohn. Sein Leben und Wirken, Leipzig, 1888.
- Der Dichter Ephraim Kuh. Ein Beitrag zur Gesch. der Deutschen Literatur, Berlin, 1864.
- Zum Siegesfeste. Dankpredigt und Danklieder von Moses Mendelssohn, Berlin, 1866.
- Gesch. der Juden in Portugal, Berlin, 1867.
- Die Rituale Schlachtfrage, oder Ist Schächten Thierquälerei? Aargau, 1867.
- Bibliothek Jüdischer Kanzelredner. Eine Chronologische Sammlung der Predigten, Biographien und Charakteristiken der Vorzüglichsten Jüdischen Prediger. Nebst einem Homiletischen und Literarischen Beiblatte, 2 vols., Berlin, 1870-72.
- Die Judeninsel und der Schiffbruch bei Koblenz, Baden, 1871.
- Die Jüdischen Frauen in der Geschichte, Literatur und Kunst, Leipzig, 1879; traduit en hongrois par M. Reismann, Budapest, 1883.
- Das Moralgesetz des Judenthums in Beziehung auf Familie, Staat und Gesellschaft, publié anonymement, Vienne, 1882.
- Die Blutbeschuldigung von Tisza-Eszlár Beleuchtet ; également en hongrois, Budapest, 1882.
- Der Wucher und das Judenthum ; également en hongrois, Budapest, 1882.
- Moses Mendelssohn. Ungedrucktes und Unbekanntes von Ihm und über Ihn, Leipzig, 1883.
- Refranos é Proverbios de los Judios Españoles, Budapest, 1889.
- (fr)Biblioteca Española-Portugueza-Judaica. Dictionnaire Bibliographique, Strasbourg, 1890[1].
- Dr. W. A. Meisel. Ein Lebens- und Zeitbild, Leipzig, 1891.
- Sterbetage aus Alter und Neuer Zeit, Prague, 1891.
- Gedenkblätter. Hervorragende Jüdische Persönlichkeiten des Neunzehnten Jahrhunderts. In Kurzen Charakteristiken, Leipzig, 1892.
- Christopher Columbus and the Participation of the Jews in the Spanish and Portuguese Discoveries, translated from the author's manuscript by Charles Gross, New York, 1894; German ed., Berlin, 1894; traduit en hébreu, Varsovie, 1895.
- Die Jüdische Litteratur von Moses Mendelssohn bis auf die Gegenwart, réimprimé par Winter and Wünsche, Die Jüdische Litteratur seit Abschluss des Kanons, Trèves, 1896.
- Ludwig Philippson. Eine Biographie, Leipzig, 1898.
- Die Juden als Patrioten, a lecture, Berlin, 1898.
- Die Juden von Toledo, conférence, Leipzig, 1901.
- Isaak Aboab III. Sein Leben und Seine Dichtungen, en hébreu, Berdychev, 1902.

À côté de ces œuvres et d'un certain nombre de sermons publiés à différentes époques, Kayserling a collaboré à différents magazines juifs publiés en hébreu, en allemand, en anglais et en français ; il a également publié une nouvelle édition révisée du Handbuch der israelitischen Gesch. de Hecht (1874, 7e éd., 1901). En 1884, il a préparé la partie des Jahresberichte der Geschichtsforschung (Berlin) qui traitaient de l'histoire juive.